# Замазал, Франц
Франц Замазал (нем. Franz чеш. Zamazal; род. 18 июля 1939, Вена) — австрийский музыкант, исполнитель академической музыки на ударных инструментах.

## Биография
Начал заниматься музыкой в Венской городской консерватории под руководством Роланда Раупенштрауха (фортепиано) и Карла Бока (ударные). Окончив курс в 1959 году, работал в различных австрийских оркестрах, затем в 1965—1969 гг. совершенствовал своё мастерство в Венской академии музыки под руководством Рихарда Хохрайнера (ударные) и Фридриха Ноймана (композиция). 
В 1970—1973 гг. играл в составе оркестра Венской государственной оперы, затем в 1973—2003 гг. в Венском филармоническом оркестре. Выступал также в составе ансамбля Фридриха Церхи «die reihe». Одновременно с 1987 года исполнял обязанности директора-распорядителя ежегодного Бала Венского филармонического оркестра. В последние годы жизни страдает рассеянным склерозом.
Франца Замазала не следует путать с его полным тёзкой — музыковедом и музыкальным критиком из Линца, специалистом по творчеству Антона Брукнера.